# Pensaments (Pascal)
Pensaments (títol original francès: Pensées) és el títol d'uns reculls pòstums de Blaise Pascal destinats a ser una apologia del cristianisme, amb to marcadament ascètic. Les notes van ser publicades el 1670 i els manca l'ordenació definitiva en format de llibre, tot i això han influït notablement diversos pensadors i religiosos. Destaca el seu pessimisme existencial.
En aquesta obra, Pascal defensa una societat jeràrquica governada per un rei il·lustrat que no tingui aspiracions d'esdevenir un tirà. Aquest rei ha de garantir sobretot la pau social, encara que sigui a la força. Ha d'intentar contenir els baixos instints del poble, ja que l'ésser humà té un component essencial de tristesa que el pot fer provocar avalots per intentar millorar la seva vida.
La vida humana està governada pel pecat, especialment l'orgull i la luxúria, que fan que la persona no es deixi guiar per la raó. Un altre risc és deixar-se guiar per les aparences, ja que els sentits i la imaginació són enganyosos. Ser conscient de la seva situació és un dels fets que distingeix l'ésser humà dels animals, i font de la seva grandesa, malgrat que el porti a la infelicitat. Aquesta grandesa l'ajudarà a apropar-se a Déu.
La primera publicació d'aquest aplec de textos fou editada de 1670 amb el títol de Les Pensées de M. Pascal sur la religion et sur quelques autres sujets, qui ont été trouvées après sa mort parmy ses papiers. Un recull llimat dels punts més agosarats.

## Els "Pensaments" i la condició humana

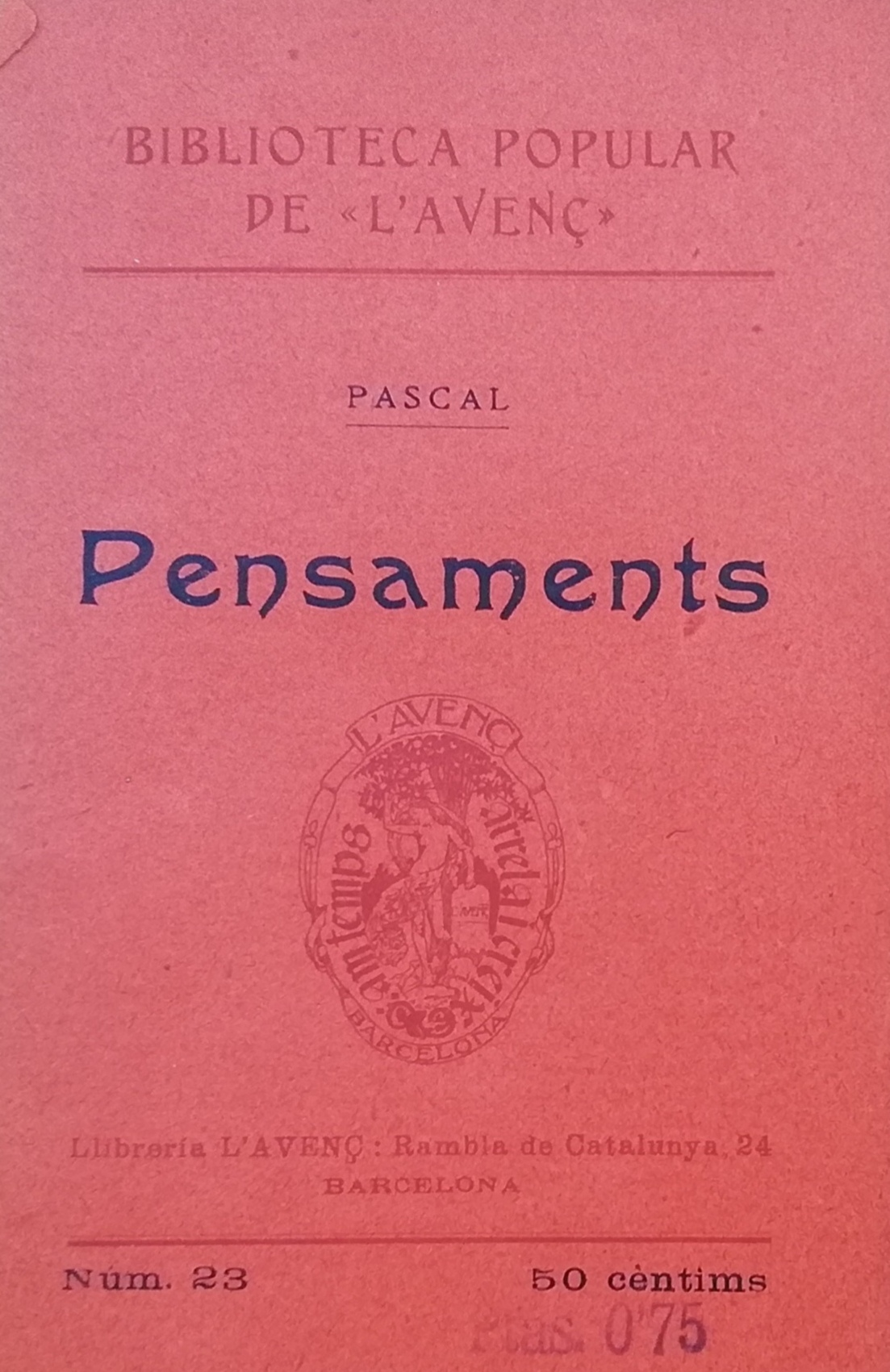
Els Pensaments de Pascal, traducció catalana publicada a Barcelona l'any 1904 dins la col·lecció Biblioteca Popular de L'Avenç

Del projecte inicial d'Apologia de la religió cristina en restaren un munt d'idees i material de construcció agrupats sota el títol de Pensaments. Però, paradoxalment mostren el caràcter sistemàtic del pensament de Pascal. Aquestes idees, que s'adreçaven als no cristians i als agnòstics i ateus, contenen una anàlisi de la condició humana i una aposta pel cristianisme com a via per entendre el misteri de la persona humana. Una condició que Blaise Pascal mostra com a feta de misèria i grandesa. Per passar a descriure la grandesa de l'home en Déu. L'opció cristiana esdevé una aposta raonable des de la complexitat de la persona humana.
Així aquesta obra per una banda té una lectura filosòfica que aplega l'obra d'un filòsof “postcartesià” que, encara que no tingué deixebles directes, influí en pensadors com Rousseau, Kant, Hume, Wittgenstein, Sartre, Newman, Blondel entre d'altres. Una lectura que recull l'herència de Montaigne i Descartes.
Per altra banda és una obra apologètica com ja assenyala el fet de ser un recull adreçat a confegir una mena d'apologia de la religió cristiana, que no s'arribà a realitzar. Cercant no sols arguments a favor de la fe cristina compatible amb la ciència, sinó una exposició del veritable cristianisme que és amable i no és contrari a la raó ni a la llibertat de pensament. Un cristianisme que ajuda a desxifrar l'enigma i el sentit de l'ésser humà. Uns plantejaments que mostren el coneixement de Pascal de l'obra dels catalans Ramon Sibiuda i Ramon Martí.
Alguns d'aquests "pensaments" o sentències que conformen aquesta obra han esdevingut de referència i citats reiteradament com ara:
- No és pas en Montaigne, sinó en mi, que trobo tot el que veig en ell. ( 64)
- Quan llegim massa de pressa o massa a poc a poc, no entenem res. (69)
- Què és l'home dins la natura? Un no-res respecte a l'infinit, un tot respecte al no-res, un entremig entre res i tot (72)
- No cerquem mai les coses, sinó la recerca de les coses. (135)
- Tota la desgràcia dels homes ve d'una sola cosa, que és no saber romandre en repòs en una cambra. (139)
- Incomprensible que Déu existeixi, i incomprensible que no existeixi. (230)
- El cor té les seves raons, que la raó no coneix. (277)
- Per què seguim la majoria? És perquè tenen més raó?, no, sinó més força. (301)
- No escollim pas, per governar un vaixell, aquell viatger que és de més bona casa. (320)
- La raó és flexible a tot (564)[8]

Els Pensaments són una intel·ligent reflexió sobre la fe, sobre la gràcia, o com la pèrdua de la fe aboca a l'absurd existencial. Contenen, també, crítiques a les ambicions de la raó i a la vanitat del coneixement científic. Així com una viva mirada psicològica de la condició humana: observant l'esperit de finesa i l'esperit de geometria, o el paper de la imaginació.

## Traduccions en català
- Pascal, Blaise. Pensaments.  Traducció de Miquel Costa.Barcelona: Ara Llibres, 2015.
- Pascal, Blaise. Pensaments i opuscles. Traducció: Pere Lluís Font.  Martorell:  Adesiara, 2021. ISBN 978-84-16948-74-1.
- Pascal. Pensaments. Traducció: Manuel de Montoliu. Barcelona: Biblioteca Popular de L'Avenç, 1904.
- .Pascal. Blaise. Pensaments. Madrid: Seminarios y. Ediciones, 1972.